# Vestido Luz Eléctrica

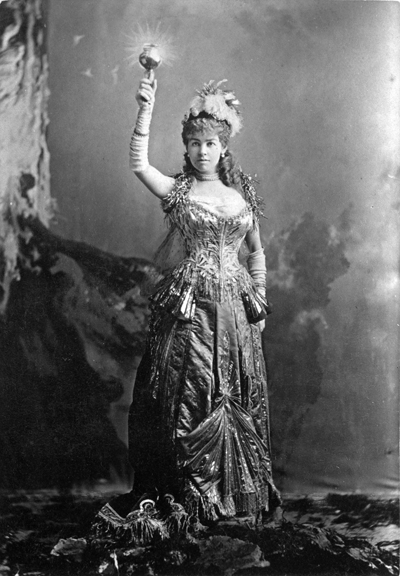
Alice Claypoole Vanderbilt posando con su disfraz el 26 de marzo de 1883.

El vestido Luz Eléctrica es un vestido de disfraz confeccionado en hilo de oro y plata y diseñado por Charles Frederick Worth para Alice Claypoole Vanderbilt (1845-1934). Fue hecho para un baile de disfraces celebrado en Nueva York el 26 de marzo de 1883. El baile fue organizado por su cuñada, Alva Vanderbilt, para inaugurar su nueva mansión en 660 Quinta Avenida en Manhattan.
El vestido está realizado en satén amarillo dorado, decorado con perlas de vidrio y abalorios en forma de relámpago. Incorporaba una discreta batería en el polisón que encendía una bombilla que portaba, que podía levantar sobre su cabeza como la Estatua de la Libertad. 
Este vestido fue uno de los más espectaculares de los extravagantes y caros atuendos lucidos por los invitados al fastuoso evento que dio inicio oficial al papel de Alva Vanderbilt como destacada socialite en Nueva York. El vestido se conserva en el Museo de la Ciudad de Nueva York.